# 胡志明市电视电影制片厂

胡志明市电视电影制片厂（越南语：Hãng phim Truyền hình Thành phố Hồ Chí Minh，英语：Ho Chi Minh City Television Film Studios - TFS）是胡志明市电视台下属的影视公司制片厂，由胡志明市人民委员会于 1991年10月18日根据第 526 号决定，QD-UB成立。该制片厂专门制作故事片和电影。除了制作游戏节目和其他真人秀节目外，还可以在HTV和HTVC有线频道播放纪录片。